# AsiaSat 6
AsiaSat 6 (auch Thaicom 7) ist ein kommerzieller Kommunikationssatellit der in Hongkong ansässigen Firma AsiaSat.
Er wurde am 7. September 2014 um 5:00 UTC mit einer Falcon 9 v1.1  vom Raketenstartplatz Cape Canaveral AFS Launch Complex 40 in eine geostationäre Umlaufbahn gebracht.
Um das Anrecht auf die zugewiesene Orbitalposition auf 120° Ost zu bewahren, schloss Thaicom im Dezember 2011 ein Abkommen mit dem Mitbewerber AsiaSat. Ein gemeinsamer Satellit, der die beiden Bezeichnungen Thaicom 7 und AsiaSat 6 trägt und am 7. September 2014 mit Thaicom 4 kopositioniert wurde. 14 der Transponder wurden an die thailändische Thaicom verleast. Er wurde auf Basis des Satellitenbus LS-1300 von Space Systems/Loral gebaut und besitzt eine geplante Lebensdauer von 15 Jahren. Der dreiachsenstabilisierte Satellit ist mit 28 C-Band-Transpondern ausgerüstet und soll von der Position 120° Ost (früher Position von AsiaSat 2) aus Asian, Australien und die pazifischen Inseln mit Telekommunikationsdienstleistungen versorgen. 